# Mikael Nilsson (calciatore 1968)
Mikael Nilsson (Falköping, 28 settembre 1968) è un ex calciatore svedese, di ruolo difensore.

## Carriera
Ha esordito nel 1985 con la maglia del Falköping per poi passare nel 1988 all'IFK Göteborg, giocando fino al 2001 609 partite, record di presenze nel club svedese, e vincendo 6 campionati.
Con la nazionale svedese ha giocato 22 partite tra il 1991 e il 1996.
Nel programma ITV's Greatest Champions League Goals, 2 gol di Nilson contro il PSV vennero inseriti, al numero 20 e al numero 19, nella lista dei 50 gol più belli della storia della massima competizione europea. Una delle più famose citazioni di Clive Tyldesley è "Now they know he can shoot, oh they know he can shoot" ("Ora loro sanno che sa tirare, oh se lo sanno"), riferito al secondo gol di Nilsson proprio contro il PSV.

## Palmarès

### Club
- Campionato svedese: 6

IFK Göteborg: 1990, 1991, 1993, 1994, 1995, 1996
- Coppa di Svezia: 1

IFK Göteborg: 1991